# Einsatzflottille 2
L'Einsatzflottille 2 (abrégé EinsFltl 2 ou EF 2) est l'une des trois forces navales de la taille d'une brigade de la marine allemande, avec l'Einsatzflottille 1 et la Marineflieger. Elle est basée à Wilhelmshaven, en Basse-Saxe, et est subordonnée au Marinekommando, basé à Rostock.

## Historique
L'Einsatzflottille 2 est créée le 27 juin 2006, dans le cadre d'une réorganisation majeure de la flotte lorsque l'ancienne Zerstörerflotille (flottille de destroyers), fondée le 1er avril 1958 sous le nom de Kommando der Zerstörer (commandement des destroyers), est renommée. L'unité se compose principalement des plus grandes unités de la flotte, à savoir des frégates et des navires de ravitaillement, ainsi que de quelques navires de soutien plus petits.

## Service
Les navires de l'Einsatzflottille 2 sont souvent déployés dans le cadre de missions à l'étranger, généralement dans le cadre de la contribution allemande aux escadrons permanents de l'OTAN (SNMG 1 et SNMG 2), et participent aux opérations de l'OTAN dans ce contexte. Le commandant de l'Einsatzflottille 2 sert souvent de chef d'escadrons navals nationaux ou multinationaux et est soutenu dans cette tâche par son état-major.
| Nom de l'opération                        | Date de début | Date de fin  | Région                           | Unités impliquées                                          | Notes |
| ----------------------------------------- | ------------- | ------------ | -------------------------------- | ---------------------------------------------------------- | --- |
| Opération Atalante                        | Décembre 2008 | -            | Corne de l'Afrique, golfe d'Aden | Frégates, pétroliers                                       | |
| Force opérationnelle maritime (MTF) FINUL | Octobre 2006  | -            | Méditerranée orientale           | Frégates, navires de ravitaillement, personnel             | Le commandant de l'EF 2 fut pendant un certain temps commandant de la Task force                                |
| Opération Enduring Freedom                | Janvier 2002  | Juin 2010    | Corne de l'Afrique, golfe d'Aden | Frégates, pétroliers, navires de ravitaillement, personnel | |
| Opération Active Endeavour                | Novembre 2001 | Octobre 2016 | Méditerranée                     | Frégates, pétroliers, navires de ravitaillement            | Menée principalement dans le cadre des Standing NATO Maritime Group, devenue plus tard l'opération Sea Guardian |

## Commandants
| N° | Nom                                           | Prise de commandement | Fin de commandement |
| -- | --------------------------------------------- | --------------------- | ------------------- |
| 7  | Amiral de flottille Axel Schulz               | 24 septembre 2021     | en cours            |
| 6  | Amiral de flottille Ralf Kuchler              | 29 juin 2018          | 24 septembre 2021   |
| 5  | Amiral de flottille Christoph Müller-Meinhard | 23 mars 2015          | 29 juin 2018        |
| 4  | Amiral de flottille Jürgen zur Mühlen         | 1er janvier 2013      | 20 mars 2015        |
| 3  | Amiral de flottille Thorsten Kähler           | 1er octobre 2009      | 31 décembre 2012    |
| 2  | Amiral de flottille Karl-Wilhelm Bollow       | 1er octobre 2006      | 30 septembre 2009   |
| 1  | Amiral de flottille Hans-Jochen Witthauer     | 27 juin 2006          | 30 septembre 2006   |